# Daisytown
Daisytown és una població dels Estats Units a l'estat de Pennsilvània. Segons el cens del 2000 tenia 356 habitants.

## Demografia
Segons el cens del 2000, Daisytown tenia 356 habitants, 139 habitatges, i 104 famílies. La densitat de població era de 490,9 habitants per quilòmetre quadrat.
Dels 139 habitatges en un 30,9% hi vivien nens de menys de 18 anys, en un 64% hi vivien parelles casades, en un 7,9% dones solteres, i en un 24,5% no eren unitats familiars. En el 20,9% dels habitatges hi vivien persones soles el 10,1% de les quals corresponia a persones de 65 anys o més que vivien soles. El nombre mitjà de persones vivint en cada habitatge era de 2,56 i el nombre mitjà de persones que vivien en cada família era de 2,99.
Per edats la població es repartia de la següent manera: un 22,8% tenia menys de 18 anys, un 5,3% entre 18 i 24, un 27,5% entre 25 i 44, un 28,9% de 45 a 60 i un 15,4% 65 anys o més.
L'edat mediana era de 41 anys. Per cada 100 dones de 18 o més anys hi havia 89,7 homes.
La renda mediana per habitatge era de 36.667 $ i la renda mediana per família de 38.229 $. Els homes tenien una renda mediana de 26.000 $ mentre que les dones 20.000 $. La renda per capita de la població era de 14.736 $. Entorn del 7,5% de les famílies i el 7% de la població estaven per davall del llindar de pobresa.

## Poblacions més properes
El següent diagrama mostra les poblacions més properes.